# Honker
Un honker (chinois simplifié : 红客 ; chinois traditionnel : 紅客 ; pinyin : hóngkè), aussi appelé hacker rouge ou wu mao dang (五毛党, wǔmáo dǎng, « parti des 50 centimes »), est un internaute chinois activiste chargé de défendre, comme volontaire ou comme salarié, la ligne officielle du gouvernement chinois. Il est aussi chargé de dénoncer et de contrer les opposants sur les forums Internet. Les honkers sont en général recrutés au sein de la ligue de la jeunesse communiste chinoise et sont payés à l'article posté. Selon David Bandurski, il y aurait environ 280 000 honkers en Chine.
Par ailleurs, les plus compétents, réunis dans les Honkers Union of China, piratent et paralysent les sites des opposants chinois et les systèmes informatiques de pays occidentaux. Ces cyberattaques seraient menées en lien avec l'Armée populaire de libération.
Les honkers sont à distinguer des Little Pink, qui sont des groupes de nationalistes pro-régimes auto-organisés dont l'émergence est plus récente que celle des honkers. Contrairement aux honkers, les Little Pink ne sont pas payés ni même dirigés par le PCC .

## Histoire
Les premiers honkers ont été mis en place en 2004 à l'Institut des sciences et technologies du Henan. Ils avaient alors pour but d'« intervenir dans les discussions et orienter les commentaires sur les sujets qui préoccupent le plus enseignants et étudiants ». Ils ont été généralisés par la suite afin d'influencer les discussions des forums « dans le bon sens idéologique ». L'agence officielle d'information Xinhua fait part de leur existence en 2006.[réf. nécessaire]